# 이신 (전국)

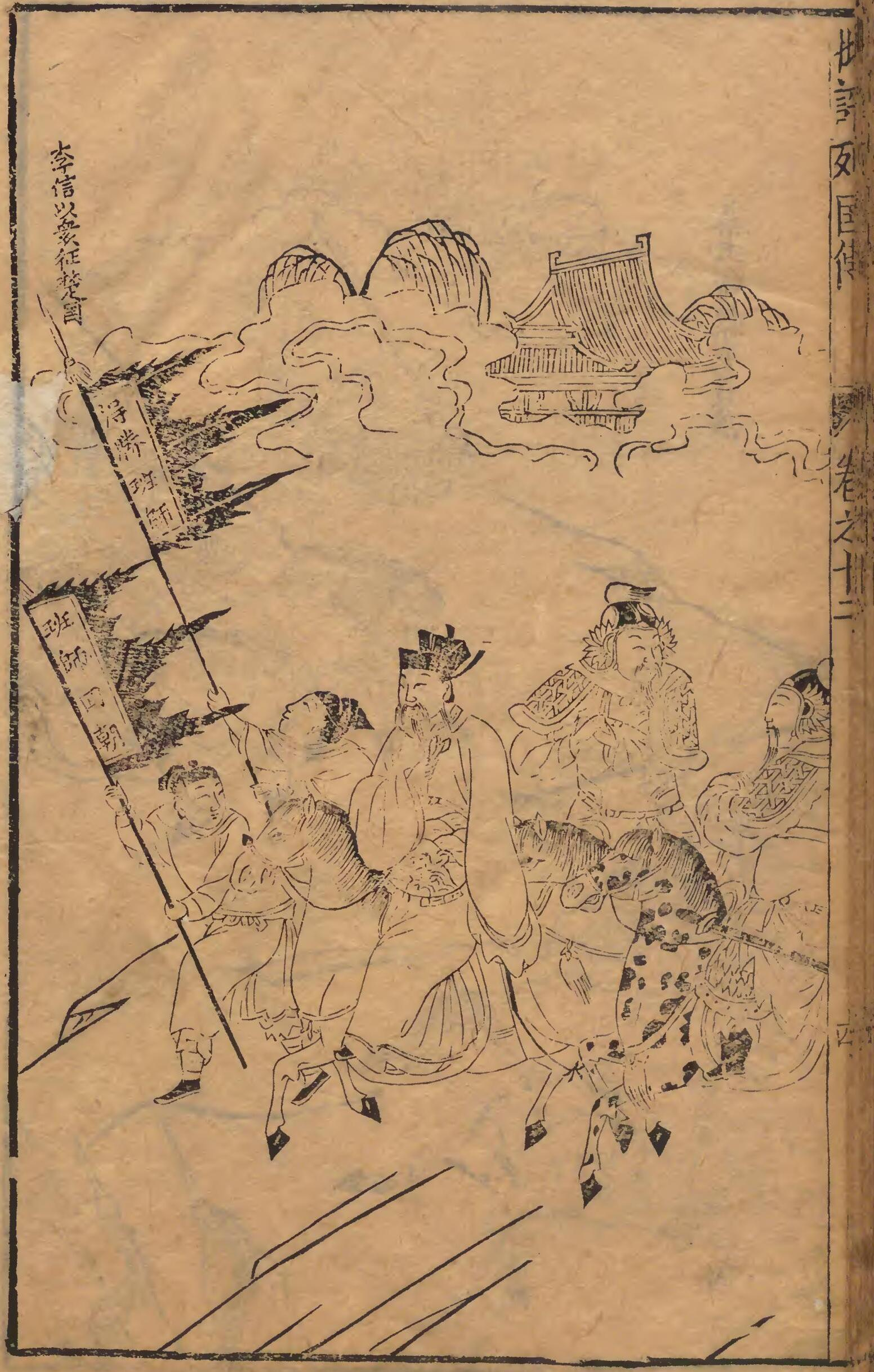
이신

이신(李信, ? ~ ?)은 중국 전국시대 진의 무장이다. 진나라의 천하통일 당시에 활약하였다. 연 · 제를 정벌할 당시에 공을 세웠으나, 초에서 항연에게 크게 패한 일로 유명하다.
사마천(司馬遷)은 이신(李信)이 진초 전쟁에서 진나라 대장군으로 신임되었고 진왕 영정의 명을 받아 정예병을 이끌고 초나라를 침공하는데 성공하였다라 평했다.

## 생애

### 연나라 정벌
기원전 227년(진시황 20), 진나라의 명장 왕전이 연태자 단의 진 시황제 암살 시도를 보복하기 위하여 연나라를 공격하였으며, 기원전 226년에는 연나라의 도읍인 계성을 공격하여 연왕 희(喜)를 요동(遼東)으로 몰아냈다. 《사기》 백기왕전열전에 따르면, 당시 이신은 연수(衍水)에서 연태자 단의 군대를 격파하고 그를 사로잡는 공로를 세웠다. (다만 연태자 단의 최후에 대해서는 계성이 함락될 당시 죽었다는 설과 아버지인 연왕 희에게 살해당하고 그 수급이 진나라에 바쳐졌다는 설 등이 따로 전해진다.) 이 일로 인하여 젊고 용맹했던 이신은 진 시황제의 신임을 얻게 되었다.

### 초나라 정벌
기원전 224년(진시황 23) 경, 진 시황제가 이신에게 "초나라를 격파하려면 얼마나 되는 군사가 필요한가?"라고 묻자, 이신은 "20만 명을 넘지 않아도 됩니다."라 하였다. 그러나 백전노장이었던 왕전은 "60만 명이 아니면 안됩니다."라 하였다. 진 시황제는 왕전이 늙어서 겁이 많아졌다고 여기고는 이신과 몽염에게 20만 군사를 내주어 초나라를 공격하도록 하였다. 이후 이신과 몽염은 각기 평여(平與)와 침(寢)을 공격하여 초나라 군대를 크게 격파하였다. 그러나 이신은 언영(鄢郢)을 격파한 후 성보(城父)에서 몽염과 합류하는 과정에서 사흘 밤낮으로 추격해온 초나라 군대의 반격을 받아 크게 패하여 달아나고 말았다. 이 소식을 듣고 분노한 진 시황제는 왕전을 찾아가 사과하고는 그에게 초나라 정벌을 부탁하였다. 결국 왕전은 몽무와 함께 출정하여 기원전 224년, 초나라 군대를 격파하여 초나라의 명장 항연을 죽였다. 그리고 이듬해인 기원전 223년에는 왕전이 초왕 부추를 사로잡음으로써 초나라는 완전히 멸망하였다.

### 제나라 정벌
기원전 221년(진시황 26), 이신은 왕전의 아들인 왕분과 함께 제나라를 공격하였다. 제나라의 마지막 왕인 제왕 건은 상국인 후승(后勝)의 말을 듣고 싸우지 않고 항복하였다. 이로써 제나라가 멸망하고 전국이 통일되었다.

## 가계
그의 후손으로는 전한의 장수인 농서현 사람 이광(李廣)이 있다. 이광의 집안은 대대로 궁술을 익혔는데, 이광은 특히 기마술과 궁술에 능하여 한 무제 때에 이르러 흉노와의 전쟁에서 큰 공을 세웠으나 패전의 책임을 뒤집어쓰고 자결하였다. 이광에게는 이당호(李當戶) · 이초(李椒) · 이감(李敢) 등의 세 아들이 있었다. 이당호와 이초는 모두 이광보다 빨리 죽었고, 이감은 아버지가 자결한 일에 원한을 품고 이광의 상관이었던 대장군 위청을 폭행했다가 그 외조카인 곽거병의 보복으로 사냥터에서 화살을 맞고 죽었다.
이감에게는 딸이 하나 있어서 한 무제의 태자로부터 총애를 받아 중인(中人)이 되었는데, 그 덕분에 이감의 아들인 이우(李禹) 또한 태자의 총애를 받았다. 그러나 이우는 사익 만을 탐했기 때문에 도리어 이씨 가문을 쇠락케했다.
이당호에게는 아들인 이릉(李陵)이 있었는데, 아버지가 일찍 죽어서 유복자로 태어났다. 그는 훗날 이광리를 따라 흉노 원정에 나섰는데, 불리한 여건에서 적을 맞아 싸워 큰 공을 세웠으나 식량이 떨어지고 구원병도 오지 않자 결국 흉노에 항복했다. 이 일로 인하여 이릉의 모친과 처자는 모두 처형당했고, 이씨 가문의 명성은 크게 쇠락했다. 농서 일대의 사대부들조차 이씨 가문을 수치스럽게 여겼다고 한다.
후대의 족보에 따르면 이신은 농서 이씨의 시조로 알려져 있다. 서량의 건국자 이고도 농서 이씨이며, 당 황실 또한 이고의 후손을 자처하였다.